# Pachakutej
Genre
Pachakutej est un genre de scorpions de la famille des Bothriuridae.

## Distribution
Les espèces de ce genre sont endémiques du Pérou,.

## Liste des espèces
Selon The Scorpion Files (18/04/2020) :
- Pachakutej crassimanus (Maury, 1975)
- Pachakutej inca (Maury, 1975)
- Pachakutej iskay (Acosta & Ochoa, 2001)
- Pachakutej juchuicha Ochoa, 2004
- Pachakutej oscari Ochoa, 2004
- Pachakutej peruvianus (Mello-Leitão, 1948)

## Étymologie
Ce genre est nommé en l'honneur de Pachacutec.

## Publication originale
- Ochoa, 2004 : Filogenia del género Orobothriurus y descripción de un nuevo género de Bothriuridae (Scorpiones). Revista Iberica de Aracnologia, vol. 9, p. 43-74 (texte intégral).